# Border Girl
Border Girl este cel de-al șaselea material discografic de studio al interpretei mexicane Paulina Rubio. Albumul reprezintă trecerea artistei la muzica în limba engleză, fiind lansat pe data de 18 iulie 2002 în Statele Unite ale Americii. Discul a câștigat locul 11 în Billboard 200 și locul 9 în Canadian Albums Chart.
Materialul a beneficiat de promovare prin intermediul celor patru extrase pe single „Don't Say Goodbye” (alături de versiunea sa în limba spaniolă „Si Tú Te Vas”), „The One You Love” (alături de „Todo Mi Amor”), „I'll Be Right Here (Sexual Lover)” și „Casaniva” (alturi de „Baila Casanova”).

## Lista cântecelor
1. „Don't Say Goodbye”
2. „Casaniva”
3. „Border Girl”
4. „The One You Love”
5. „Not That Kind Of Girl”
6. „Undeniable”
7. „The Last Goodbye”
8. „Stereo”
9. „I'll Be Right Here (Sexual Lover)”
10. „Fire (Sexy Dance)”
11. „I Was Made For Lovin' You”
12. „Si Tú Te Vas”
13. „Casanova”
14. „Todo Mi Amor”
15. „Libre”
16. „Y Yo Sigo Aquí”

## Clasamente
| Clasament             | Poziția maximă | Referință |
| --------------------- | -------------- | --------- |
| Canadian Albums Chart | 9              | [ 2 ]     |
| Mexic Albums Chart    | 1              | [ 3 ]     |
| Swiss Albums Chart    | 95             | [ 4 ]     |
| Billboard 200         | 11             | [ 2 ]     |